# Artemis Pebdani
Artemis Pebdani, född 2 augusti 1977 i Texas, är en amerikansk skådespelerska med iranskt ursprung som är mest känd för sina roller som Susan Ross och Artemis i Scandal och It's Always Sunny in Philadelphia.